# Siméon Denis Poisson
  Siméon Denis Poisson    (Pithiviers, 21 de juny de 1781 - Sceaux, 25 d'abril de 1840) va ser un matemàtic i físic francès.

## Vida

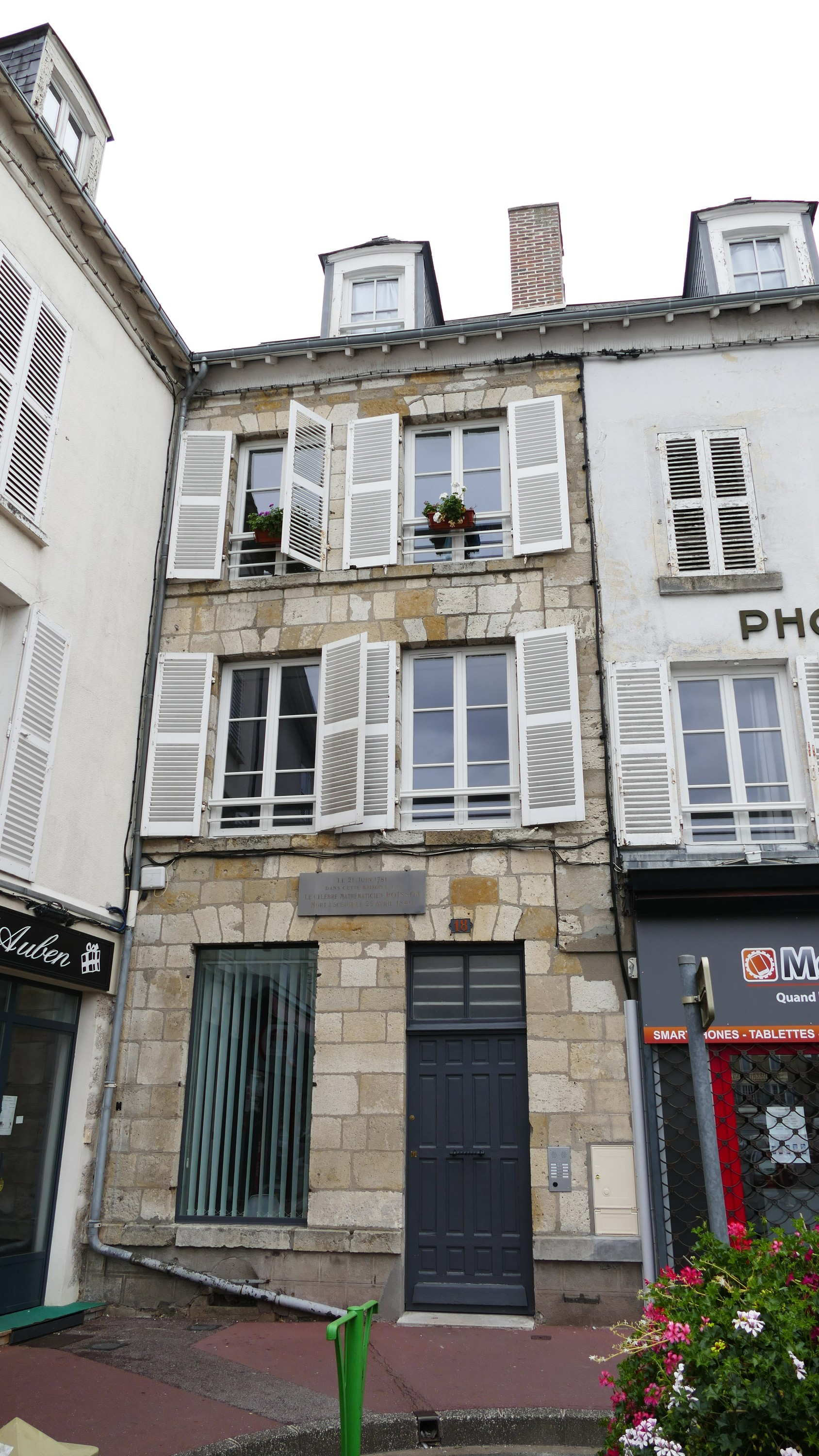
Casa dels Poisson a Pihiviers.

El seu pare, un soldat que no va poder fer carrera militar per no ser aristòcrata, tenia un lloc a l'administració pública de Pithiviers (uns vuitanta quilòmetres al sud de París), amb el que podia donar bona educació al seu fill, que va estudiar a l'École Centrale de Fontainebleau. Tot i que el pare volia que fes carrera en medicina, Poisson es va inclinar per la ciència. El 1798 va ser admès a l'École Polytechnique, en primer lloc entre tots els aspirants. Durant els seus estudis va viure a la casa del professor Hachette, que el va ajudar en els seus estudis. El jove estudiant, aviat va atraure l'atenció de Laplace, que li donaria sempre suport en el futur.
El 1800, tot just acabats els estudis, va ser nomenat professor ajudant de l'École Polytechnique; el 1803 és nomenat membre de la Société Philomatique; el 1806 esdevé professor titular al Polytechnique i professor substitut de Biot al Collège de France; el 1808 ingressa com astrònom al Bureau des Longitudes; el 1809 és nomenat primer professor de mecànica a la Universitat de París i el 1812 ingressa a l'Institut de France. És a dir, que en pocs anys, Poisson ha obtingut tots els llocs importants de la ciència a França, fins que el 1815, amb la caiguda de Napoleó esdevindrà cap de tot el sistema d'ensenyament del país.
El 1817 es va casar amb Nancy de Bardi, nascuda a Anglaterra de pares emigrats francesos, i amb qui va tenir quatre fills.
La tardor de 1838 se li va declarar una varietat de tuberculosi, contra la que va poder lluitar un cert temps reduint les seves obligacions acadèmiques, però la seva activitat constant el va portar al col·lapse final a l'abril de 1840.

## Obra
El 1851, onze anys després de la seva mort, es va publicar un catàleg de les seves obres escrit per ell mateix i que es va trobar entre els seus papers. La relació consta de més de tres-cents articles a revistes científiques i onze llibres publicats. Malgrat aquesta gran producció, sembla que no ha existit suficient recerca històrica sobre el seu valor. Tant és així, que la seva obra ha recollit des d'elogis grandiloqüents (François Arago o Victor Cousin) fins a judicis severs (Auguste Comte o Pierre Larousse).

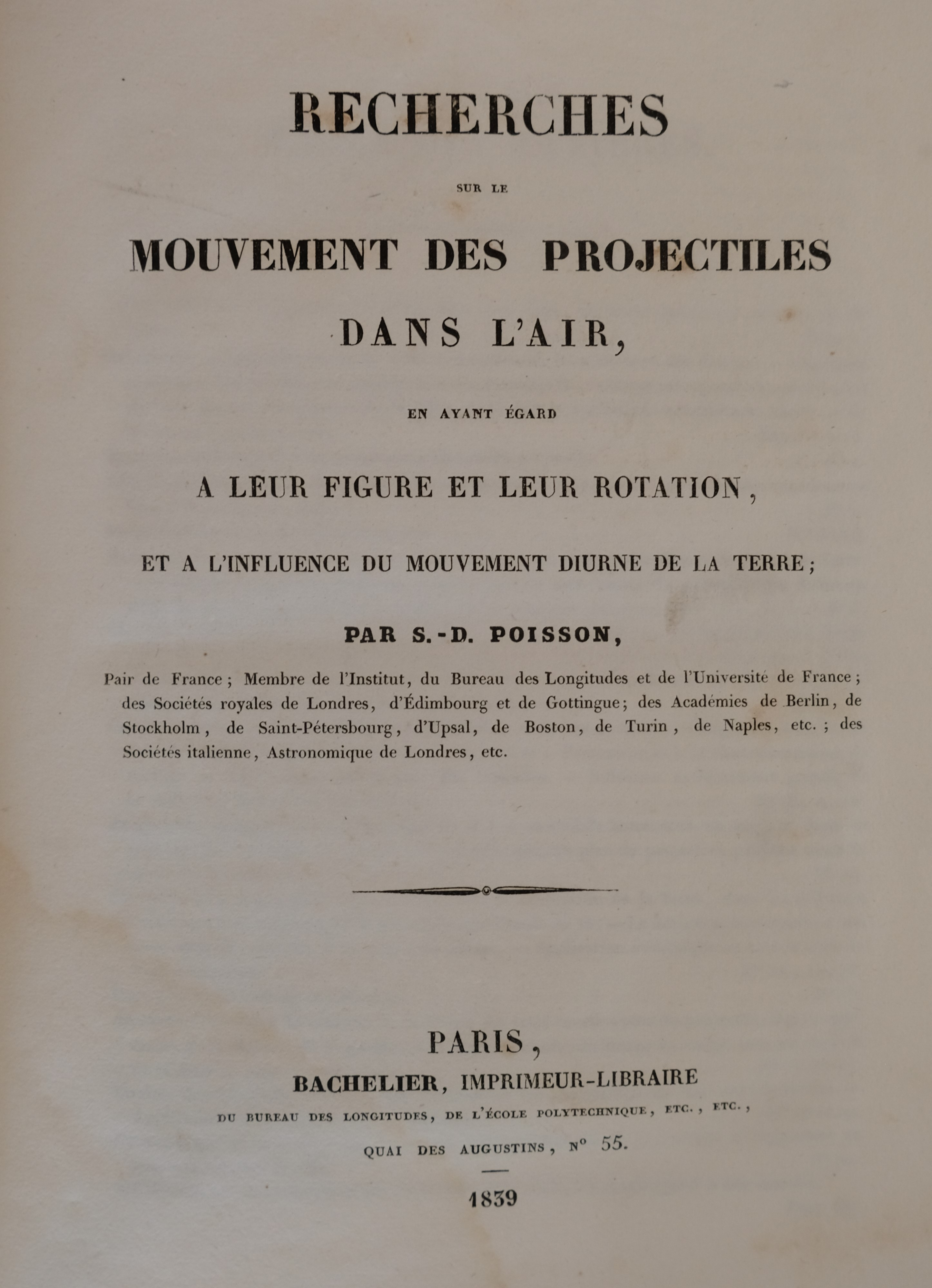
Recherches sur le Mouvement des Projectiles dans l'Air (1839).

Va ser un seguidor entusiasta de moltes de les idees de Laplace, en una època en què les teories físiques estaven canviant radicalment sota l'impacte dels escrits de Fourier (sobre la calor), de Fresnel (sobre la llum) i d'Ampère (sobre l'electricitat).
Durant la seva vida es va veure involucrat en diferents polèmiques, algunes d'elles prou agres, amb altres científics com Joseph Fourier (sobre termodinàmica), amb Augustin Fresnel (sobre òptica), amb Claude-Louis Navier (sobre elasticitat) i amb Louis Poinsot (sobre geometria), el que, d'altra banda, dona idea de l'amplitud dels seus coneixements.
Des dels seus càrrecs administratius, va tenir una gran influència en el desenvolupament dels sistemes d'ensenyament de les ciències en tots els àmbits de l'educació a França.Ell mateix es va encarregar de dissenyar els programes d'estudi d'escoles i universitats.
Les seves aportacions més originals van ser en els camps de l'àlgebra, teoria de la integració, teoria de la probabilitat, estadística,mecànica analítica, magnetisme, i altres camps com l'òptica, la mecànica corpuscular o la capil·laritat.